# یوسف عبدالفتاح فرج
یوسف عبدالفتاح فرج نویسنده و مترجم مصری است که کتاب‌های ادبیات فارسی از جمله مرزبان‌نامه وراوینی، فیه مافیه و مشتری عشق را به زبان عربی ترجمه کرده‌است. او همچنین کتاب آثار زبان عربی بر شعر فارسی را تألیف کرده‌است.